# Love Drought
Love Drought é uma canção da cantora estadunidense Beyoncé, gravada para seu sexto álbum de estúdio Lemonade. Foi escrita por Ingrid Burley, Mike Dean e Beyoncé, enquanto a produção foi realizada pelos dois últimos. Após o lançamento de Lemonade, a música apareceu em várias paradas musicais, alcançando posição 47 na Billboard Hot 100 e o top 100 no Reino Unido, Escócia e Canadá. O videoclipe da música, dirigido por Kahlil Joseph, faz parte de um filme de uma hora com o mesmo título que seu álbum original, originalmente exibido na HBO em 23 de abril de 2016. Beyoncé realizou uma performance da música em um medley junto com "Sandcastles" no 59º Grammy Awards em 12 de fevereiro de 2017. e logo após a performance seu videoclipe foi publicado em seu canal do Youtube/Vevo.

## Composição
"Love Drought" foi escrita por Ingrid Burley, Mike Dean e Beyoncé, enquanto a produção foi tratada pelos dois últimos. Durante uma entrevista em junho de 2016, Burley revelou que a música não foi inspirada pela infidelidade de Jay-Z, embora tais especulações tenham circulado na mídia. 

Ela foi inspirado a escrever "Love Drought" depois de uma experiência desagradável com representantes da Parkwood Entertainment e revelou também que nem a própria Beyoncé sabia que as letras de "Love Drought" eram sobre à empresa.

## Desempenho nas tabelas musicais

### Posições
| Tabela musical (2016)                                  | Melhor posição |
| ------------------------------------------------------ | -------------- |
| Austrália Urban Singles                                | 19             |
| Canadá (Canadian Hot 100)                              | 84             |
| Escócia (The Official Charts Company)                  | 91             |
| Estados Unidos (Billboard Hot 100)                     | 47             |
| Estados Unidos (Top R&B/Hip-Hop Songs)                 | 28             |
| França (Syndicat National de l'Édition Phonographique) | 152            |
| Reino Unido (UK Singles Chart)                         | 69             |
| Reino Unido (UK R&B Singles Chart)                     | 26             |
| Suécia (Sverigetopplistan)                             | 14             |